# Chincai
Chincai (em mongol: Чинкай; romaniz.: Chinkai ou Chinqai) ou Chenhai (em chinês: 镇海; romaniz.: Zhènhǎi (pinyin) ou Chènhǎi (Wade-Giles); 1169 - 1252) foi um rico caravaneiro uigur. Seu nome, por sua vez, é chinês (lit. "oceano verdadeiro"). Se sabe que professava a fé cristã. Operava no planalto mongol e norte da China. Aderiu à causa de Gêngis Cã (r. 1206–1227) e esteve presente na campanha contra os tártaros de 1202 e na Aliança de Baljuna de 1203. Se notabilizou nas campanhas contra o Império Tangute e o Império Jim e recebeu ordens para assentar 10 000 prisioneiros de guerra chineses numa cidade chamada Chincai.
Sob Oguedai Cã (r. 1229–1241), serviu como um dos três principais escribas do Império Mongol ao lado de Maçude Begue no norte da China e Mamude Ialavache no Turquestão. Por ser mais o mais próximo do grão-cã, assinava todos os documentos dos outros dois. Com a morte de Oguedai em 1241, sua viúva Toreguene o perseguiu e ele fugou à corte de seu filho, o príncipe Cotém, no noroeste da China. Quando Guiuque Cã (r. 1246–1248) ascendeu, restaurou-o em sua antiga posição. Quando Guiuque morreu em 1248, apoiou a viúva Ogul Caimis como regente e se opôs à eleição de Mangu Cã, que o executou em novembro ou dezembro de 1252.